# Сантена
Сантена (итал. Santena) је насеље у Италији у округу Торино, региону Пијемонт.
Према процени из 2011. у насељу је живело 10437 становника. Насеље се налази на надморској висини од 236 м.

## Становништво
Према резултатима пописа становништва 2011. у општини је живело 10.738 становника.
| 1931. | 1936. | 1951. | 1961. | 1971. | 1981.  | 1991.  | 2001.  | 2011.  |
| ----- | ----- | ----- | ----- | ----- | ------ | ------ | ------ | ------ |
| 4.012 | 3.934 | 4.046 | 4.473 | 7.957 | 10.314 | 10.369 | 10.189 | 10.738 |